# Alice Mallorská
Alice Mallorská (1341 – po 1376) byla kyperská šlechtična, pravnučka krále Jakuba II. Mallorského a vnučka krále Huga IV. Kyperského. Jejím manželem byl kyperský senešal Filip z Ibelinu, který byl uvězněn v Janově za vraždu Alicina strýce, krále Petra I. Později se stala milenkou kyperského velkoadmirála Jeana de Moustry.

Erb vládců Mallorky

## Rodina
Alice se narodila na Kypru v roce 1341 jako jediné dítě vikomta z Aumelas Ferdinanda a Eschive de Lusignan, nejstarší dcery krále Huga IV. Kyperského a Alix z Ibelinu. Jejím dědečkem z otcovy strany byl Ferdinand, syn krále Jakuba II. Mallorského. V době jejího narození byla její matka držena v zajetí králem Hugem v důsledku jeho násilné hádky s Aliciným otcem, Ferdinandem, který byl vypovězen z království. Král obvinil Ferdinandovu matku Isabelu z Ibelinu z čarodějnictví. Protože její otec zemřel v exilu v Aumelas, někdy mezi jejím narozením a rokem 1347, Alice ho nikdy nepoznala.

## Manželství
Dne 26. července 1355 se provdala za jednoho ze svých příbuzných, Filipa z Ibelinu, syna Baliana a jeho druhé manželky. Vzhledem k tomu, že byli příbuzní v rámci zakázaných stupňů pokrevnosti, bylo pro jejich manželství vyžadováno papežské povolení. Její strýc, který se v roce 1358 stal po Hugovi IV. králem Petrem I. Kyperským, byl s Filipovým sňatkem s Alicí, která byla jako jeho neteř blízkou členkou kyperské královské rodiny, velmi nespokojen. Jako odplatu ho vyhnal z království. Alice byla násilně zadržena na ostrově a bylo jí zakázáno následovat svého manžela v exilu. Není známo, zda měla s Filipem nějaké děti.
Alicina matka zemřela v roce 1363 během vypuknutí moru. O čtyři roky později, v roce 1367, se Filip vrátil na Kypr a v roce 1369 převzal vedení povstání proti králi Petrovi a skupině baronů, kteří ho následně zavraždili. Po královraždě se na trůn dostal nezletilý králův syn Petr II., jehož regenty byla jeho matka Eleonora a strýcové Jan a Jakub. Eleonora podezírala Jana a Jakuba z toho, že byli součástí spiknutí s cílem zavraždit Petra II. Filip byl okamžitě jmenován kyperským senešalem; po janovské invazi v roce 1373 (kterou tajně zařídila královna Eleonora) byl však nejprve uvězněn ve Famagustě, poté poslán do vězení v Janově, kde byl někdy v letech 1374 až 1376 sťat.

## Milostné poměry
V roce 1370 se podle Rudta-Collenberga stala milenkou kyperského velkoadmirála Jeana de Moustry. Stejně jako u jejího manžela není zaznamenáno, zda se jí z románku s admirálem narodily nějaké děti. Objevily se také zvěsti, že měla poměr s janovským admirálem Pietrem di Campo Fregosa, který měl co dočinění se smrtí jejího manžela. V Amadiho kronice bylo zaznamenáno, že Alice Filipa nezachránila před popravou, protože se bála jeho pomsty, pokud by byl propuštěn.
Zemřela v nezaznamenané datum někdy po roce 1376.